# Плумкот

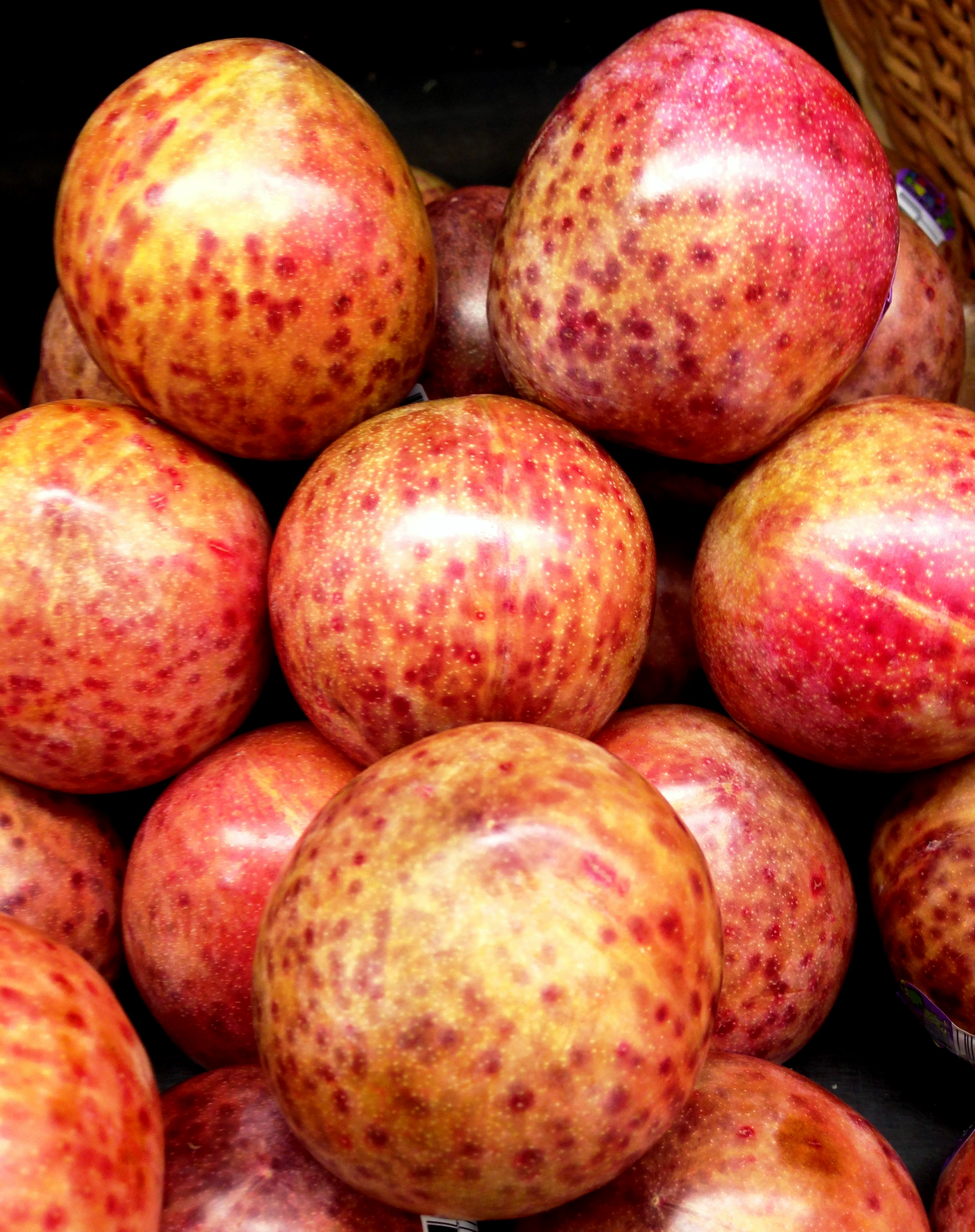
Плумкоти сорту «Dapple Dandy»

Ряд гібридів роду Prunus

Плумкот — повний перехресний гібрид між сливами (Prunus salicina Lindl., Prunus cerasifera Ehrh. або їх гібридами) і абрикосою (Prunus armeniaca L.), і що показує більшою мірою характерні риси сливи.
У США найбільша частина комерційних плумкотів вирощується в Каліфорнії.
Плумкоти мають дуже гладку шкірку, схожу на сливу.
Схожі гібридні фрукти продаються нині під назвою плуот.
Плуот — торгова марка, що охоплює групу різновидів плумкотов, виведених в XX столітті американським генетиком Флойдом Зайгером. Ця торгова марка зареєстрована компанією Zaiger's Genetics.

## Сорти плумкотів
- Flavorosa: дуже солодкий, середнього розміру, темно-пурпуровий фрукт з червоною м'якоттю, ранньостиглий
- Flavor Royal: дуже солодкий, середнього розміру, темно-пурпуровий з темно-червоною м'якоттю, ранньостиглий
- Eagle Egg: дуже солодкий, середнього розміру, темно червоний колір з темно-червоною м'якоттю, ранній середньостиглий
- Amigo: трояндово-сливовий аромат з домішкою аромату ягід, червоного кольору і жовтою м'якоттю, ранньосередньої стиглості
- Tropical Plumana: солодкий аромат тропічних фруктів, середнього розміру, червоний на зеленувато-жовтому тлі з жовтою м'якоттю, ранньосередньої стиглості
- Crimson Sweet: солодкий аромат, середнього розміру, темно-червона шкіра з блідо-рожевою м'якоттю, середньостиглий
- Dapple Jack: середній розмір, з червонуватою шкірою, червона соковита м’якоть, пізньосередньостиглий
- Flavor Queen: від середнього до великого розміру, дуже соковита м'якоть, дуже солодкий, золотисто-жовтий, коли повністю зрілий, пізньостиглий
- Dapple Dandy: великі плоди, шкіра червоного кольору із блідо-зеленими плямами, червона або рожева соковита м'якоть, пізньостиглий
- Flavor Grenade: великі плоди, довгасті з червоним рум'янцем на зеленому тлі, має свіжий ананасовий і соковито-яблучний аромат, пізньостиглий
- Summer Punch: середні та великі плоди, дуже соковита м'якоть, дуже солодкий з напівтонами ягоди і дині, пізньостиглий
- Tropical Sunrise: колір шкіри від жовтого до помаранчевого з червоним рум'янцем і помаранчевою м'якоттю, з солодкістю сливи і ароматами абрикоси
- Flavor King: сильний фруктовий аромат, середній плід, з бургундською шкірою і червоною, надсолодкою соковитою м'якоттю, пізньостиглий
- King Kong: дуже великі плоди, з чорною шкірою, сливовий аромат з напівтонами мигдалю
- Flavor Fall: великі плоди, середній аромат, червона шкіра з жовтою м'якоттю, дуже пізньостиглий.

## Ресурси Інтернету
- Плумкот [Архівовано 23 вересня 2015 у Wayback Machine.]